# Kahrīz-e Jamāl
Kahrīz-e Jamāl (persiska: كَهريزِ جَمال, كَهريزِ جَمال الدّين, کهریز جمال) är en ort i Iran.   Den ligger i provinsen Hamadan, i den nordvästra delen av landet, 300 km sydväst om huvudstaden Teheran. Kahrīz-e Jamāl ligger 1 494 meter över havet och antalet invånare är 382.
Terrängen runt Kahrīz-e Jamāl är kuperad norrut, men söderut är den platt. Runt Kahrīz-e Jamāl är det ganska tätbefolkat, med 124 invånare per kvadratkilometer. Närmaste större samhälle är Barzūl, 17,1 km sydost om Kahrīz-e Jamāl. Trakten runt Kahrīz-e Jamāl består till största delen av jordbruksmark.